# 上瓦尔默纳赫
上瓦尔默纳赫是德国莱茵兰-普法尔茨州的一个市镇。总面积3.18平方公里，总人口204人，其中男性101人，女性103人（2011年12月31日），人口密度64人/平方公里。